# NGC 3407
NGC 3407 ist eine Elliptische Galaxie vom Hubble-Typ E/S0 im Sternbild Großer Bär am Nordsternhimmel. Sie ist schätzungsweise 229 Millionen Lichtjahre von der Milchstraße entfernt und hat einen Durchmesser von etwa 95.000 Lichtjahren.
Im selben Himmelsareal befindet sich u. a. die Galaxie NGC 3435.
Das Objekt wurde am 9. April 1793 von Wilhelm Herschel entdeckt.